# Ligne D du tramway de Grenoble
Pour les articles homonymes, voir Ligne D.
La ligne D du tramway de Grenoble est une ligne de tramway desservant l’agglomération grenobloise. Elle est exploitée par la société publique locale M TAG et a été mise en service en octobre 2007, tout d'abord, uniquement sur le territoire de la commune de Saint-Martin-d'Hères  puis, ensuite rallongée en août 2024, afin de relier le centre-ville de Grenoble, sa gare et le Centre hospitalier universitaire Grenoble-Alpes à cette commune.
Sa vitesse commerciale était estimée à 17,3 km/h avant son extension.

## Histoire
Les raisons qui ont poussé à créer une ligne aussi courte se trouvent dans les débats liés à la création de ce qui est aujourd'hui la ligne C du tramway. En effet, le principal débat sur le tracé de cette ligne concernait la desserte de l'« axe de centralité » de Saint-Martin-d'Hères, entre les partisans de l'exploitation en fourche et ceux d'une exploitation via une antenne dissociée.
Le tracé de la 3e ligne est voté le 8 juin 1998 et, après des débats houleux, la desserte de l'« axe de centralité » s'effectuera finalement par une branche exploitée séparément et nommée à l'époque ligne C', avant de devenir la ligne D à son ouverture.
La création de la ligne D est intégrée dans le projet plus global « Tram3 » qui a consisté à :
- Prolonger la ligne B sur 2,4 km jusqu'à la plaine des sports de Gières ;
- La création de la ligne C ;
- La création de la branche C' à Saint-Martin-d'Hères, qui est devenue la ligne D avant le début du chantier ;
- Le centre de maintenance des tramways de Gières.

Si la ligne C est mise en service en mai 2006 il faudra attendre le 6 octobre 2007 pour voir la ligne D, ultime maillon du projet « Tram3 », entrer en service.
Depuis l'été 2009, et à chaque été depuis cette époque, la ligne voyait son terminus déplacé à Hector Berlioz - Universités, son terminus habituel Les Taillées - Universités étant utilisé par la ligne C qui est raccourcie.
Le 24 août 2024, la ligne D est prolongée jusqu'à la gare de Grenoble,.
Le service emprunte dorénavant ainsi à partir de l'arrêt Université - Les Taillées les voies de la ligne B vers l'ouest puis les voies partagées des lignes A et B. A la gare centrale,  les rames de la ligne D prolongée rebroussent sur la voie en impasse déjà établie après la station, juste avant la trémie sous les voies SNCF.
Cette extension de service a imposé des travaux d'infrastructure au niveau du triangle de voies des Taillées, lesquels ont nécessité la fermeture partielle ou totale des lignes B, C et D pendant l'été 2024. La ligne D utilisait en effet à cette dernière station un terminus minimaliste en cul-de-sac, constitué d’une voie unique parallèle aux voies de la ligne B.
La nouvelle station Hector-Berlioz-Universités dispose de quatre voies à quai, au-delà de la simple construction du troisième côté du triangle. La dérivation ligne C/ligne D est effectuée en amont de la station Hector-Berlioz Universités.

À compter du samedi 24 août 2024, la ligne permet de rejoindre la gare de Grenoble depuis Saint-Martin-d'Hères avec en journée un tram toutes les 15 minutes avec dix nouvelles stations desservies et qui permettent des correspondances avec les lignes A, B et E. Sa fréquentation devrait tripler pour atteindre près de 10 000 voyages par jour.

## Tracé et stations

### Tracé

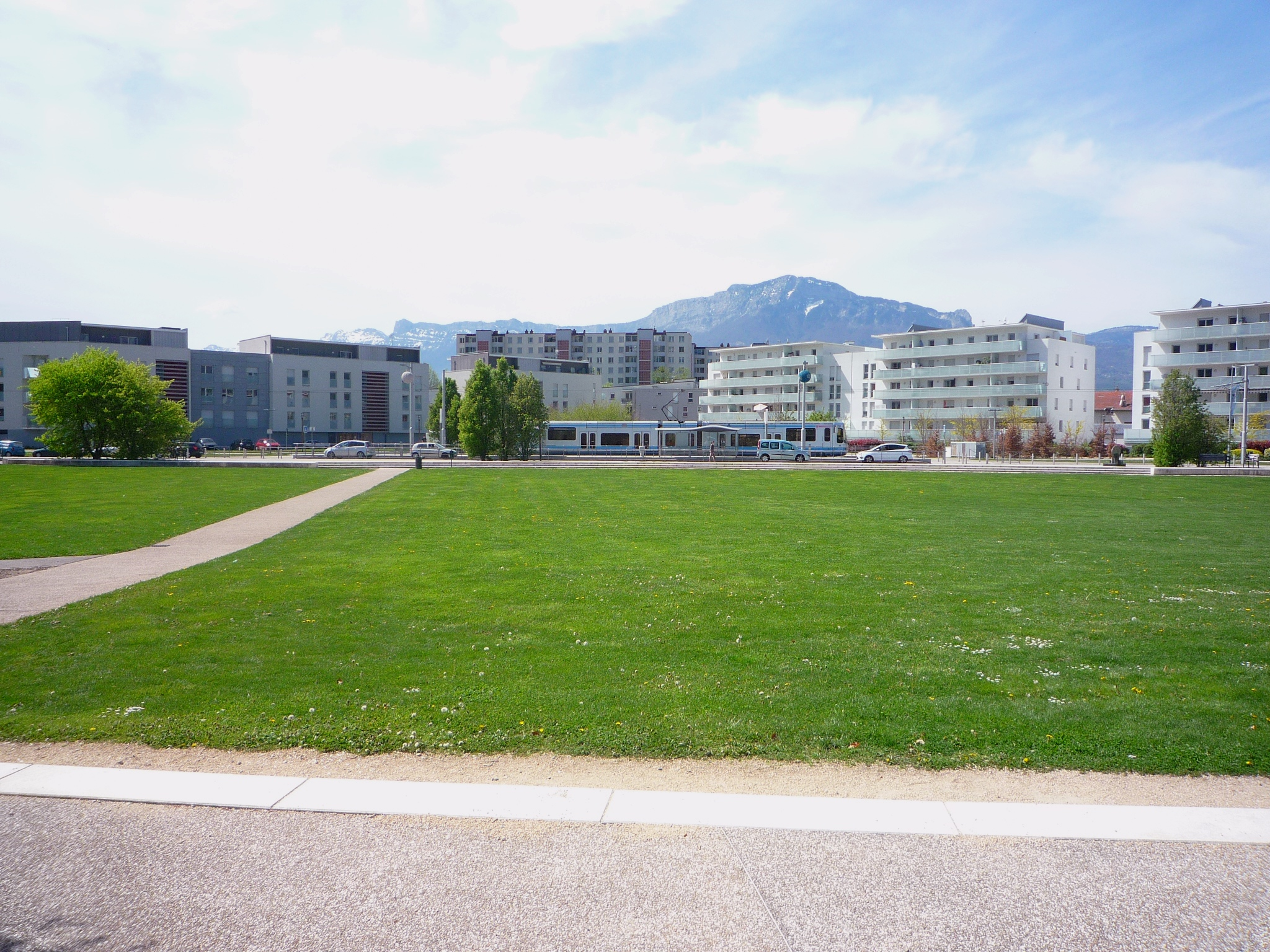
Parc Jo-Blanchon.

La ligne naît maintenant à la station Gares, située à l'ouest de la ville de Grenoble. Elle traverse le centre-ville (tronc commun avec les lignes A et B), le quartier de l'Île Verte (tronc commun avec la ligne B), franchit une première fois l'Isère à La Tronche puis de nouveau cette rivière afin d'entrer sur le territoire de Saint-Martin d'Hères et le campus universitaire.
La ligne longe ensuite l'avenue du Doyen Louis Weill puis un bout de l'avenue Gabriel-Péri, en tronc commun avec la ligne C avec laquelle elle possède une station commune (Neyrpic - Belledonne). Elle bifurque ensuite sur l'avenue Benoît-Frachon prolongée l'avenue Élise-Grappe, en longeant notamment le parc Jo-Blanchon, puis bifurque à droite pour rejoindre son terminus, placé rue Henri-Wallon.

### Principaux ouvrages d'art
La ligne n'est lié à aucun ouvrage d'art particulier, le pont sur l'Isère et la RN1090 étant lié à la construction de la ligne B antérieure à la prolongation de la ligne D.

### Stations desservies
Liste des stations desservies par la ligne.
|  |   |  | Station                              | Lat/Long                    | Commune              | Correspondances TAG                  | Cars Région / SNCF                                                                        |
|  | - |  | ------------------------------------ | --------------------------- | -------------------- | ------------------------------------ | ----------------------------------------------------------------------------------------- |
|  | ■ |  | Gares                                | 45° 11′ 24″ N, 5° 42′ 55″ E | Grenoble             | A B C1 C5 C11 C12 C13 C14 84 86 N93  | X08 T40 T50 T51 T60 T62 T64 T65 T73 T75 T83 T90 T91 T92 T95 TGV, TER Auvergne-Rhône-Alpes |
|  | • |  | Alsace-Lorraine                      | 45° 11′ 22″ N, 5° 43′ 13″ E | Grenoble             | A B E C13 C14                        | T75 T90 T91 T92 T95                                                                       |
|  | • |  | Victor Hugo                          | 45° 11′ 23″ N, 5° 43′ 30″ E | Grenoble             | A B C1 C3 C4 C8 C11 C12 40 84 86 N93 | T83                                                                                       |
|  | • |  | Hubert Dubedout - Maison du Tourisme | 45° 11′ 25″ N, 5° 43′ 42″ E | Grenoble             | A B                                  |                                                                                           |
|  | • |  | Sainte-Claire Les Halles             | 45° 11′ 29″ N, 5° 43′ 50″ E | Grenoble             | B                                    |                                                                                           |
|  | • |  | Notre-Dame Musée                     | 45° 11′ 37″ N, 5° 43′ 56″ E | Grenoble             | B 17 N62                             |                                                                                           |
|  | • |  | Île Verte                            | 45° 11′ 50″ N, 5° 44′ 12″ E | Grenoble             | B                                    |                                                                                           |
|  | • |  | Hôpital Couple Enfant                | 45° 12′ 02″ N, 5° 44′ 28″ E | La Tronche           | B 18 82 85                           |                                                                                           |
|  | • |  | Hôpital Michallon Grésivaudan        | 45° 12′ 01″ N, 5° 44′ 44″ E | La Tronche           | B                                    |                                                                                           |
|  | • |  | Grand Sablon                         | 45° 11′ 56″ N, 5° 45′ 00″ E | La Tronche           | B 82 85 41 42 P+R                    |                                                                                           |
|  | • |  | Université - Les Taillées            | 45° 11′ 32″ N, 5° 45′ 28″ E | Saint-Martin-d'Hères | B C                                  |                                                                                           |
|  | • |  | Neyrpic - Belledonne                 | 45° 11′ 12″ N, 5° 45′ 24″ E | Saint-Martin-d'Hères | C C5 15 N93                          |                                                                                           |
|  | • |  | Maison Communale                     | 45° 11′ 04″ N, 5° 45′ 16″ E | Saint-Martin-d'Hères | 24                                   |                                                                                           |
|  | • |  | Édouard Vaillant                     | 45° 10′ 46″ N, 5° 45′ 19″ E | Saint-Martin-d'Hères | C5                                   |                                                                                           |
|  | • |  | Parc Jo-Blanchon                     | 45° 10′ 30″ N, 5° 45′ 26″ E | Saint-Martin-d'Hères |                                      |                                                                                           |
|  | ■ |  | Étienne Grappe                       | 45° 10′ 20″ N, 5° 45′ 28″ E | Saint-Martin-d'Hères | C7 C8 16                             |                                                                                           |

## Exploitation de la ligne

### Principes de la desserte

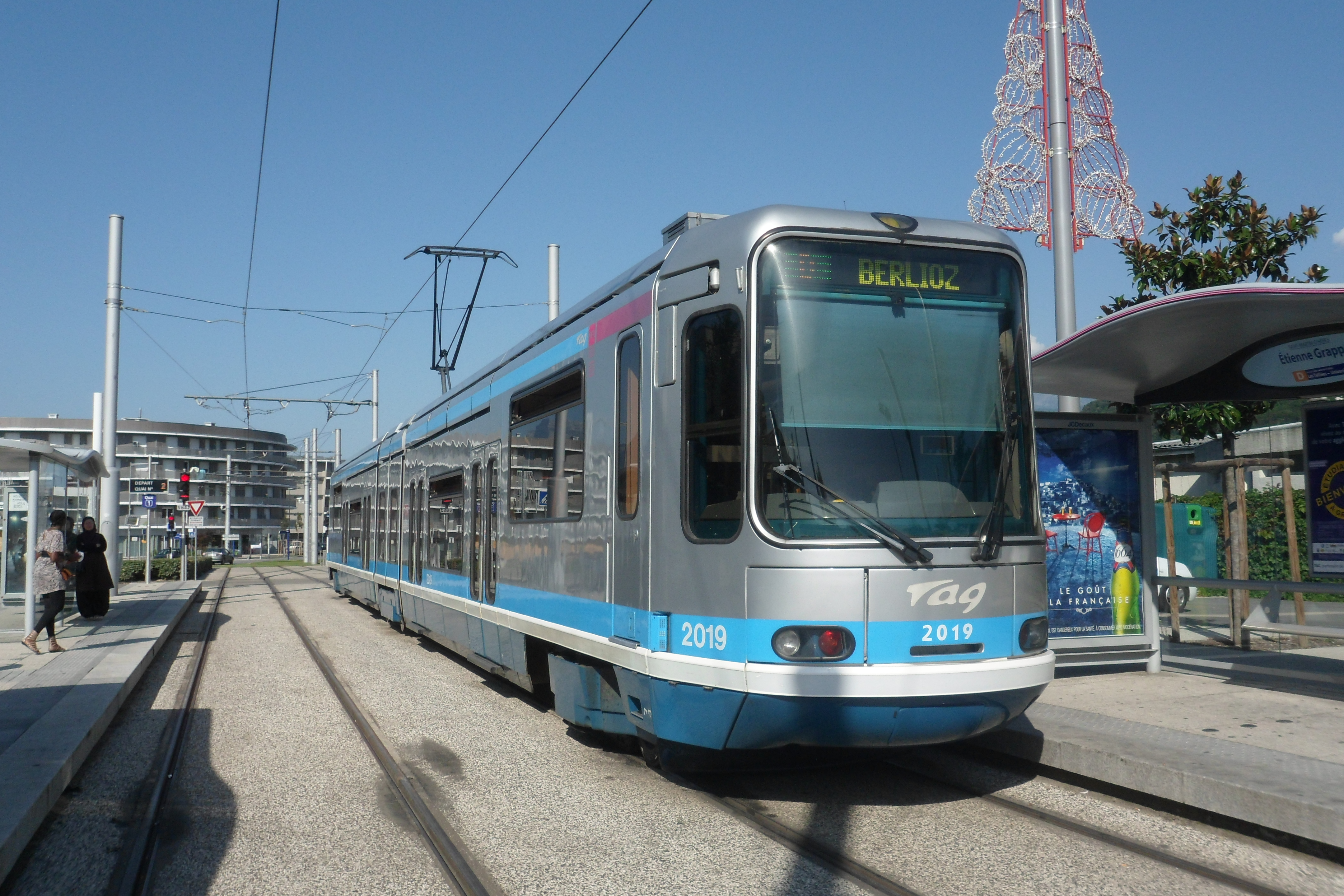
Un TFS à la station Étienne Grappe.

La ligne fonctionne tous les jours de l'année sauf le 1er mai.
En raison de la proximité du dépôt et de la configuration des lieux, le service débute à la station Étienne Grappe à 6h05 tous les jours; les premiers départs de Grenoble Gares suivent dans la foulée. Le dernier départ de Étienne Grappe a lieu à 0h34 tous les jours. 
Entre 7 h et 19 h, les trams circulent toutes les 15 minutes environ en semaine et le samedi (20 minutes le dimanche). Il n'y a donc aucune distinction entre les heures de pointe et les heures de pleine journée. Tôt le matin et à partir de 19 h environ, la fréquence minimale est d'un tram toutes les 15 à 20 minutes environ, avec quelques exceptions.
En été, la ligne D effectue son terminus à la station Hector Berlioz - Universités de la ligne C, afin que cette dernière puisse faire terminus à la station Les Taillées - Universités.
La distance moyenne entre stations est de ≈600m sur la ligne D. Les tramways bénéficient d'un système de priorité aux carrefours comportant des feux.

### Matériel roulant
Depuis son ouverture, la ligne est exploitée avec des tramways TFS, soit 4 à 5 rames en semaine ainsi que le samedi, et 3 à 4 les dimanches et jours fériés.

### Conduite et signalisation

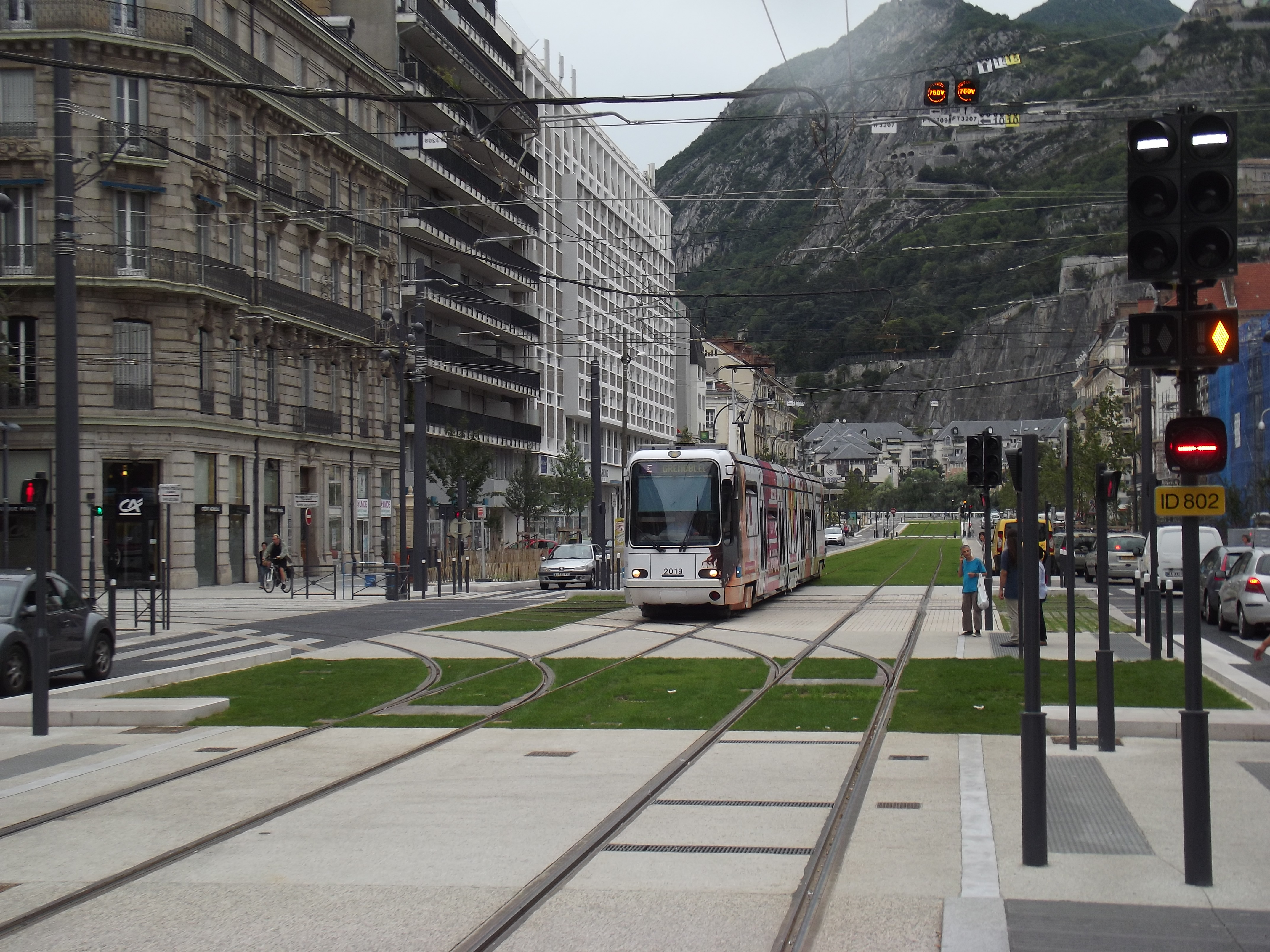
Un feu R17/R18, son signal additionnel d'aide à la conduite (en bas), un signal de protection d'itinéraire (en dessous) et un indicateur de tension (au niveau des fils).

La conduite sur la ligne se fait en « conduite à vue » : on ne trouve donc sur la ligne que des panneaux de limitation de vitesse, des signaux de protection d'itinéraires et des signaux protégeant le franchissement des carrefours. Pour ces derniers, la voirie est équipée de signaux tricolores classiques de type R11 tandis que la ligne est équipée de signaux de type R17 et R18 associés à la signalisation routière. Ces feux sont accompagnés d'une signalisation d'aide à l'exploitation, un losange lumineux signalant la prise en charge de la demande de priorité au carrefour.
Les signaux de protection d'itinéraires se situent avant les appareils de voies (aiguillages). Les panneaux de limitation de vitesse se présentent quant à eux comme des panneaux carrés avec des chiffres noirs sur fond blanc. Enfin, les indicateurs de coupure de courant sont implantés en amont de chaque secteur d'alimentation de la ligne aérienne de contact (LAC) : Un signal750V orange fixe annonce une ligne électrique alimentée, un signal clignotant une ligne non alimentée.

### Remisage et entretien

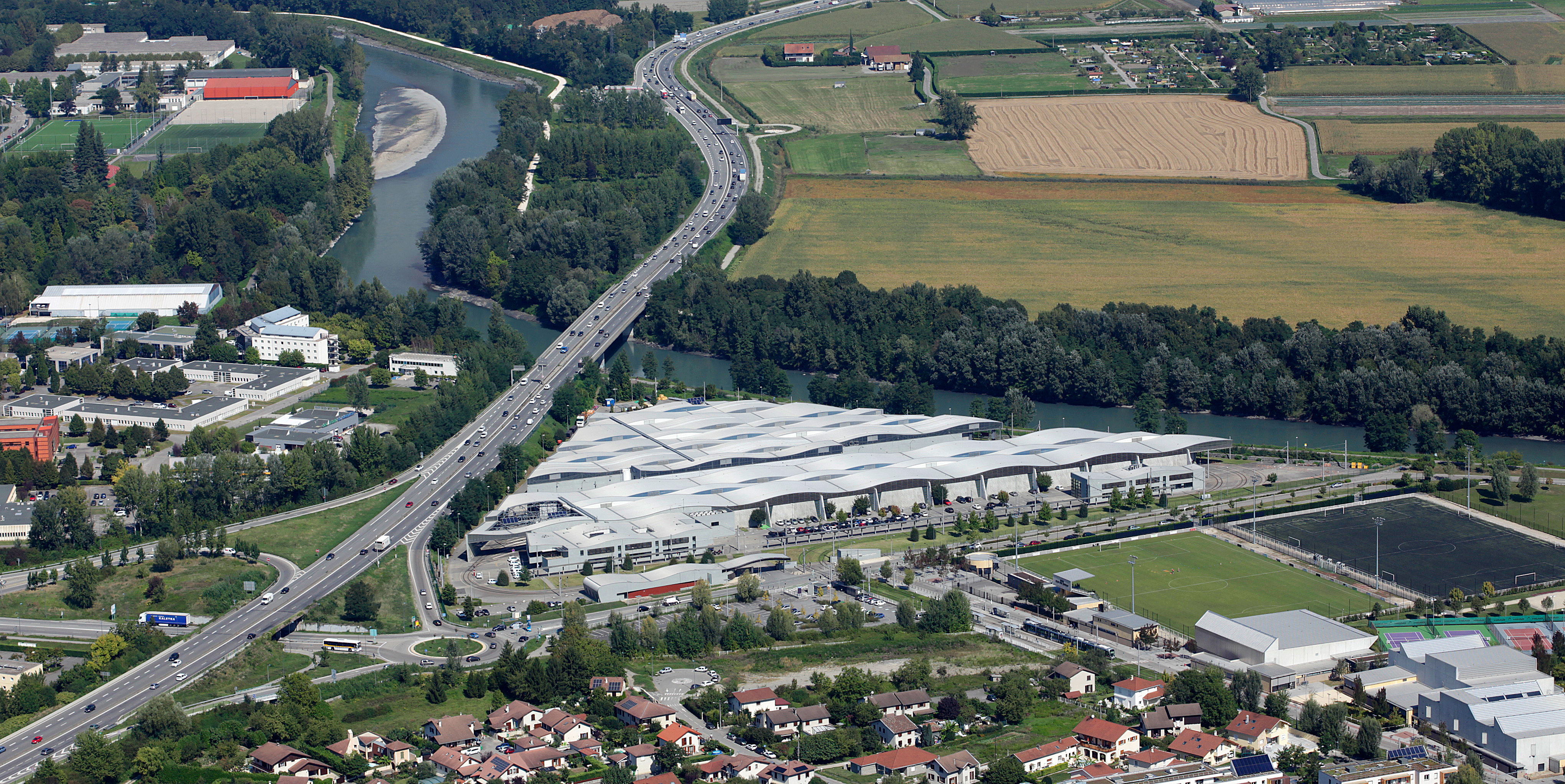
Le dépôt de Gières vu du ciel.

Les rames sont remisées et entretenues au centre de maintenance des tramways de Gières accessible via les voies de la ligne B.
Le dépôt de Gières accueille aussi les lignes B, C et E du tramway.

## Tourisme
La ligne D dessert, du nord au sud, les lieux d'attraction et monuments suivant :
- le centre-ville de Grenoble (zone piétonne) ;
- le centre hospitalier universitaire de Grenoble ;
- le domaine universitaire ;
- le centre commercial Neyrpic dont l'ouverture est prévue pour le 2 octobre 2024[10] ;
- l'hôtel de ville de Saint-Martin-d'Hères ;
- le parc Jo-Blanchon.

## Projets d'extension

### Extension vers le sud
Le SMMAG a lancé des études de faisabilités à propos de trois nouvelles extension du réseau, concertant les lignes A, E et D. La ligne D serait concernée par une extension vers le sud dans la continuité du terminus actuel à Saint-Martin-d'Hères - Étienne Grappe. Le tracé proposé sillonne à travers le quartier Sud-Teisseire pour rejoindre le cours de l'Europe. Des rails déjà existant sont ceux de la voie d'essai et des voies d'accès au dépôt d'Eybens vont être intégré au tracé de la ligne. Le tracé passe par Grand'Place en correspondance avec la ligne A puis continue sur le cours de l'Europe vers l'ouest pour rejoindre le cours de la Libération au niveau du stade Lesdiguières en future correspondance avec l’extension de la ligne E, comprise dans la même étude de faisabilité d'extension.